# Les Portes du soleil (film)
Ne doit pas être confondu avec Portes du Soleil ou Les Larmes du Soleil.
Pour plus de détails, voir Fiche technique et Distribution.
Les Portes du Soleil (أبواب الشمس: الجزائر إلى الأبد, 'Abwab alshamsi: aljazayir 'iilaa al'abad), sous-titré Algérie pour toujours, est un film d'action algérien réalisé par Jean-Marc Minéo, sorti en 2014.

## Synopsis
Alors que l'Algérie fête le cinquantième anniversaire de son indépendance, l'OAS, dirigées par un certain Slimane, renaît de ses cendres et projette de déclencher des attentats. Jawed, membre des services secrets, algériens, parvient à infiltrer la bande de Slimane...

## Fiche technique
- Titre français : Les Portes du Soleil
- Titre original : أبواب الشمس: الجزائر إلى الأبد ('Abwab alshamsi: aljazayir 'iilaa al'abad)
- Réalisation : Jean-Marc Minéo
- Scénario : Jean-Marc Minéo
- Musique : Jean-Jacques Ipino, Patrick Matteodo, Guy Man et Éric Chedeville
  - Chanson Gates of the Sun interprétée par Lorie Pester
- Photographie : Lewis-Martin Soucy
- Montage : Hugo Picazo
- Production : Zakaria Ramdane
- Sociétés de production : Acces V prod
- Sociétés de distribution : Kanibal Films Distribution et ADITI
- Budget : 4 millions de dollars
- Pays de production :  Algérie
- Langues originales : arabe, français et anglais
- Genre : action
- Durée : 90 minutes
- Dates de sortie :
  - Algérie : février 2015
  - France : 18 mars 2015

## Distribution
- Zakaria Ramdane : Jawed
- Smaïn : Slimane
- Lorie Pester : Sanya
- Sofia N. Kouninef : Lina
- Ahmed Benaïssa : Mohammed
- Patrice Quarteron : Amid
- Amine Menster : Jimmy
- Abdel Majid Benblal : Ali
- Haifa Rahim : Linda
- Mike Tyson : lui-même
- Bahia Rachedi